# Cam (filme)
Cam é um filme de terror psicológico americano de 2018, dirigido por Daniel Goldhaber e escrito por Isa Mazzei, a partir de uma história de Goldhaber, Mazzei e Isabelle Link-Levy. A história é parcialmente extraída da própria experiência da escritora Mazzei trabalhando como camgirl. O filme é o primeiro longa-metragem de Goldhaber e Mazzei. É estrelado por Madeline Brewer, Patch Darragh, Melora Walters, Devin Druid e Michael Dempsey. É uma co-produção entre Divide/Conquer, Blumhouse Productions e Gunpowder & Sky.
O filme estreou no Fantasia International Film Festival em 18 de julho de 2018, e foi lançado mundialmente em 16 de novembro de 2018, pela Netflix.

## Sinopse
Uma jovem modelo de webcam descobre que ela foi inexplicavelmente substituída por uma modelo exata de si mesma em seu site.

## Elenco
- Madeline Brewer como Alice Ackerman / Lola_Lola
- Patch Darragh como Tinker
- Melora Walters como Lynne Ackerman
- Devin Druid como Jordan Ackerman
- Imani Hakim como Hannah Darin / Baby
- Michael Dempsey como Barney
- Flora Diaz como Fox
- Samantha Robinson como Princess_X
- Jessica Parker Kennedy como Katie
- Quei Tann como LuckyDuck

## Produção
A roteirista Isa Mazzei, uma ex-cam girl, originalmente queria criar um documentário sobre garotas cames. Ela decidiu que um documentário não era o melhor meio, dizendo a revista Vice, "Eu me senti como muitas vezes, para as pessoas que eu falo sobre camming, não importa o quanto eu iria explicar ou mostrar para eles, eles ainda não entenderam completamente." Ela decidiu que um filme de terror seria a melhor maneira de apresentar a história. Grande parte da história foi tirada da própria experiência de Mazzei como cam girl. O elemento da história de Lola ter sua imagem roubada veio de Mazzei ter seus vídeos de câmera pirateados e republicados sem dar crédito a ela. As interações de Alice com os policiais são tiradas da experiência de Mazzei e de outras profissionais do sexo de serem demitidas e atingidas quando buscam ajuda. De acordo com Mazzei, a pergunta de um dos policiais pergunta a ela: "Qual é a coisa mais estranha que você já teve que fazer?", na verdade, ela foi convidada por vários executivos de Hollywood em reuniões, uma vez que descobriram que ela já havia trabalhado como modelo de câmera.
Mazzei e o diretor Daniel Goldhaber eram amigos desde o ensino médio, e ele já havia dirigido alguns de seus vídeos pornográficos. Os créditos de direção de Goldhaber anteriormente eram apenas curtas e filmes de estudantes. O filme foi filmado ao longo de 20 dias. A filmagem principal no filme começou em 27 de março de 2017. O filme foi encerrado em 23 de abril de 2017.
O filme tem um crédito de abertura conjunta "Um filme de Isa Mazzei e Daniel Goldhaber", no lugar do tradicional crédito de abertura que apenas credita ao diretor. De acordo com Mazzei e Goldhaber, isso foi feito como "uma repreensão ao autodeship orientado pelo diretor".

## Lançamento
O filme teve sua estréia mundial no Fantasia International Film Festival em 18 de julho de 2018. Pouco depois, a Netflix adquiriu os direitos de distribuição do filme. Foi lançado em 16 de novembro de 2018.

## Recepção
No agregador de revisão Rotten Tomatoes, o filme detém uma taxa de aprovação de 93% com base em 73 avaliações e uma classificação média de 7/10. O consenso crítico do site diz: "Inteligente e cheio de suspense, CAM é um thriller tecnológico muito mais do que a soma de suas partes lascivas – e uma excelente apresentação para Madeline Brewer no papel principal". No Metacritic tem uma pontuação média ponderada 71 de 100, com base em 17 críticos, indicando "revisões geralmente favoráveis".